# Rivière de Beaugendre
La rivière de Beaugendre ou rivière Beaugendre est un cours d'eau de Guadeloupe prenant source dans le parc national de la Guadeloupe et se jetant dans la mer des Caraïbes.

## Géographie
Longue de 9,7 km, la rivière Beaugendre prend sa source sur les pentes méridionales des pitons de Bouillante, à 1 049 m d'altitude, le long du chemin de grande randonnée GR G1, traverse la commune de Vieux-Habitants sur Basse-Terre et se jette dans la mer des Caraïbes au sud du lieu-dit de Monchy au niveau de la pointe de Beaugendre.